# 13057 Jorgensen
13057 Jorgensen eller 1990 VF8 är en asteroid i huvudbältet som upptäcktes den 13 november 1990 av de båda amerikanska astronomerna Carolyn S. Shoemaker och David H. Levy vid Palomar-observatoriet. Den är uppkallad efter amatörastronomen Carl Jorgensen.
Asteroiden har en diameter på ungefär 8 kilometer.